# الکسی میشیل
الکسی میشیل (انگلیسی: Alexis Michiels; ۱۳ دسامبر ۱۸۸۳ – ۲ نوامبر ۱۹۷۶) دوچرخه‌سوار اهل بلژیک بود.